# Jean Bodman Fletcher
Jean Bodman Fletcher   (Boston, 20 de gener de 1915 - 13 de setembre de 1965) va ser una arquitecta nord-americana, cofundadora de la llegendària signatura d'arquitectes TAC, (The Architects' Collaborative) a Cambridge, Massachusetts.
Jean Bodman es va graduar a la Universitat Smith en 1937 i va finalitzar el seu entrenament en arquitectura a l'Escola d'Arquitectura de Cambridge en 1941, una escola d'arquitectura per a dones associada a la Universitat Harvard.
Al costat del seu espòs, Norman C. Fletcher va guanyar una gran quantitat de competències d'arquitectura residencial. En 1945 els Fletcher van unir forces amb el seu mentor, Walter Gropius i altres cinc arquitectes, incloent a Sarah i John C. Harkness, per formar la signatura TAC.

## Mort
Jean Bodman Fletcher va morir de càncer de mama el 13 de setembre de 1965 als 50 anys.